# Arnau Barios
Arnau Barios (Térmens, la Noguera, 1989), és un filòleg i traductor català. Llicenciat en filologia eslava, ha traduït proses de Mandelstam i Maksim Óssipov i poemes de Lérmontov i Brodsky. És autor de la traducció en vers d'Eugeni Oneguin, de Puixkin (2019), per la qual li va ser atorgat el Premi Ciutat de Barcelona de traducció en llengua catalana.

## Traduccions
- Mikhaïl Lérmontov. Galoparé a l'estepa com el vent. Antologia poètica. Traducció de Miquel Desclot i Arnau Barios. Alpha, 2014
- Maksim Óssipov. El crit de l'ocell domèstic. Traducció d'Arnau Barios. Club Editor, 2016
- Lev Tolstoi. Contra la guerra i la violència. Traducció d'Arnau Barios. Angle Editorial, 2018
- Mikhaïl Kuzmín. Un peix esquerda el gel. Traducció d'Arnau Barios. Il·lustracions de Lluís Gay. Blind Books, 2019
- Aleksandr Puixkin. Eugeni Oneguin. Traducció d'Arnau Barios. Club Editor, 2019
- Anton Txékhov. 24 contes. Tria i traducció d'Arnau Barios. Club Editor, 2021
- Maksim Óssipov. Pedra, paper, estisores. Traducció d'Arnau Barios. Club Editor, 2022[7]
- Nikolai Gógol. Ànimes mortes. Traducció d'Arnau Barios. Bernat Metge Universal, 2024
- Aleksandr Puixkin. La filla del capità. Traducció d'Arnau Barios. Cal Carré, 2024.